# Sassopiatto
Le Sassopiatto (littéralement « Pierre plate ») en italien ou Plattkofel en allemand est un sommet des Alpes, à 2 964 m, dans les Dolomites, et en particulier dans le chaînon du Sassolungo, en Italie (Trentin-Haut-Adige).

## Alpinisme
- 1936 - Ascension par Gino Soldà de la face nord-est de la première tour du Sassopiatto